# Колесник Надія Геннадіївна
Коле́сник Наді́я Генна́діївна (* 3 липня 1970, УРСР, Полтавська область, Глобинський район, с. Жуки — † 13 січня 2010, Україна, Київ) — благодійник, засновниця та перший директор Кременчуцького міського центру соціальної реабілітації дітей-інвалідів.

## Біографія

### Дитячі роки
Народилася 3 липня 1970 р. у селі Жуки на Полтавщині. Батько був родом з сім'ї Харківської елітної інтелігенції, мав вищу університетську освіту, мати була сільською дівчиною. Як згадувала Надія потім, пізнавала вона життя двобічно: з одного боку — благополучне, вишукане, аристократичне, з іншого — скромне сільське. Авторитетом для неї був брат, який усіляко підтримував її, вчив не здаватись, триматись до останнього.
З 1978 р. навчалася в Кременчуцькій ЗОШ № 25.

### Здобуття освіти

Надія Колесник під час зустрічі з Президентом України у Міністерстві праці та соціальної політики, 2007 р.

У 1988—1990 рр. здобувала професію вихователя дитячого садка в Кременчуцькому педагогічному училищі.
З 1998 по 2002 рр. отримувала професію вчителя фізичної культури і валеології, керівника дитячих спортивних секцій в Миколаївському державному педагогічному інституті ім. В. Г. Бєлінського.

### Професійна кар'єра
З 1990 р. працювала вихователем дитячого садку.
У 2002—2003 рр. Надія Колесник була викладачем Кременчуцького представництва Відкритого міжнародного університету розвитку людини «Україна». Викладала дисципліни «Історія соціальної роботи», «Вступ до спеціальності – фізичний реабілітолог» та «Система служб соціальної роботи».
У 2005—2006 рр. була регіональний представником в Полтавській області ГО «Фундація прав людини» при підтримці представництва Євросоюзу в Україні.
З 2007 р. стала членом ради при Міністерстві праці та соціальної політики України з питань реабілітації інвалідів та дітей-інвалідів.

### Філантропічна діяльність
Незважаючи на інвалідність II степеня з дитинства, Надія Колесник відстоювала міцну соціальну позицію. Її діяльність була спрямована на допомогу інвалідам. Вона багато чого зробила для них, не тільки в Кременчуці, а й в Україні.
Щорічно, починаючи з 1996 року, була організатором зборів активної реабілітації людей з травмами спинного мозку, в тому числі і дитячих. З 1996 по 2001 рр. керувала Фізкультурно-оздоровчим клубом інвалідів «Надія». Вона бронзова призерка України з настільного тенісу серед жінок.
Надії Колесник належить ідея створення у Кременчуці Центру ранньої соціальної реабілітації дітей-інвалідів. У 2002 році її підтримав виконкомом Крюківської районної ради та Полтавське обласне відділення Фонду соціального захисту інвалідів. Надія ж очолювала Центр з 2002 р. і до смерті.
Вона змогла досягти великих успіхів у організації роботи Центру: Надія Геннадіївна домоглася дозволу на проведення іпотерапії в Центрі, вона у 2006 р. встановила контакт з німецьким бургомістром Райнером Штольцом, завдяки якому понад 40 кременчуцьких дітей-інвалідів пройшли безкоштовне лікування в клініках м. Штокках (Німеччина).
|  | «Якщо людина не хоче жити, то її ніхто, ніякими ліками і уколами до життя не поверне, а якщо людина хоче жити – вона здатна подолати такі бар’єри, про які навіть важко уявити. Тому завдання співробітників центру - показати нашим маленьким вихованцям всю чарівність цього життя» (Надія Колесник про діяльність Центру) |

### Останні місяці життя
У 2009 р. здоров'я Надії різко погіршилось.
З 27 листопада 2009 р. вона перенесла 4 операції, і в останні дні перебувала важкому стані: сама вже не могла дихати і була підключена до апарату штучного дихання. Раніше Надію відмовлялися оперувати в Кременчуці, Києві та за кордоном, бо боялися, що її серце не витримає наркозу. Однак наприкінці року їй все-таки зробили операцію у Кременчуцькому міському пологовому будинку. Потім Надії знадобилося ще кілька операцій.
У ніч з 12 на 13 січня 2010 р. в реанімаційному відділенні Головного військового клінічного госпіталю Міністерства оборони у Києві на сороковому році життя Надія Колесник померла. Похована у с. Жуки.
Цікаво, що за декілька місяців, Надія ніби передбачила свою смерть, опублікувавши у соціальній мережі такий вислів:
|  | Неправда, друг не помирає, його лиш просто поруч не стає...(Надія Колесник). |

## Творчі захоплення
Як згадувала Надія, подобалось їй все красиве: люди, одяг, любила оточувати себе вишуканими речами. На жаль, фінансового статку на все бажане не вистачало. Тому Надія навчилася робити вироби з природного матеріалу, вміла шити. Її одяг був переважно індивідуального пошиття. Вона власноруч придумувала фасони, моделювала.
Спорт теж був у Надії Геннадіївни не на останньому плані. Вона — призер (III місце) України серед жінок з настільного тенісу. Займалась також написанням проектів до міжнародних фондів, виграла три гранди. Захоплювалася мистецтвом ікебани. Брала участь у виставці в Угорщину, де зайняла призове місце.

## Пам'ять

Меморіальна дошка пам'яті Н. Колесник

19 січня 2011 року на фасаді приміщення Центру соціальної реабілітації дітей -  інвалідів департаменту праці та соціального захисту населення виконкому Кременчуцької міської ради за ініціативи колективу Центру та громади міста згідно з рішенням Виконавчого комітету Кременчуцької міської ради була відкрита меморіальна дошка.
Керівництво Кременчуцької дитячої кінно-спортивної школи «Фаворит» започаткувало щорічний турнір на Кубок пам'яті Надії Колесник.
2 червня 2011 р. в Кременчуці відбулася фотовиставка робіт покійної Надії Колесник «З любов'ю до дітей. Надія». На виставці можна побачити фото з особистого архіву Надії Колесник, її авторські роботи та приватні колекції, а також малюнки та аплікації кременчуцьких дітей-інвалідів.
27 липня 2011 р. у Кременчуцькій дитячій бібліотеці ім. Турубари відкрилася виставка, присвячена пам'яті Надії Колесник «Сонце світить усім однаково».

## Відзнаки

Почесний знак «За заслуги перед містом»

За своє коротке життя за неодноразові заслуги перед державою і містом Кременчуком нагороджена Почесною грамотою Міністерства праці та соціальної політики України, Почесним знаком «За заслуги перед містом».
Мала і міжнародні відзнаки — сертифікат «Rekryteringsgruppen Active Rehabilitation», Швеція; подяка за участь у зборах активної реабілітації «Fundacja Aktywnej Rehabilitacji», Польща.